# 디제시스
디제시스(영어: diegesis)는 참여하는 내레이터가 주관적으로 하나 이상의 등장인물의 행동과, 경우에 따라서는 생각을 묘사함으로써 독자, 시청자 또는 청자에게 현장의, 종종 내면적인 시각을 제공하는 허구 스토리텔링 방식이다. 디제틱 사건은 작품 내 등장인물과 관객 모두가 경험하는 것이며, 이야기의 비디제틱 요소는 등장인물과 관객을 분리하는 "제4의 벽"을 구성한다. 디제시스 인 뮤직은 뮤지컬 또는 영화 음악의 맥락에서 등장인물이 관객을 위해 제시된 음악을 들을 수 있는 능력을 설명한다.

## 기원
디제시스(그리스어 διήγησις "내레이션")와 미메시스(그리스어 μίμησις "모방")는 아리스토텔레스 이래로 대조되어 왔다. 아리스토텔레스에게 미메시스는 행동을 통해 보여주는 것이며, 디제시스는 내레이터가 이야기를 이야기하는 것이다. 내레이터는 특정 등장인물로서 말하거나, 보이지 않는 내레이터, 또는 행동이나 등장인물에 대해 논평하는 형식으로 "외부"에서 말하는 전지적인 내레이터일 수도 있다.

## 다양한 분야에서

### 문학
서사학자들에게 서사의 모든 부분—등장인물, 내레이터, 존재자, 행위자—은 디제시스의 관점에서 특징화된다. 문학에서 디제시스에 대한 논의는 담론/스유젯(러시아 형식주의에서) (이야기/파불라와 대조적으로)에 집중되는 경향이 있다. 디제시스에서 내레이터는 이야기를 들려준다.
1. 세계 자체와 등장인물의 경험에 대한 세부 사항은 내러티브를 통해 명시적으로 드러난다.
2. 이야기는 보여지거나 연기되는 것이 아니라 이야기되거나 재구성된다.[2]
3. 화자와 청중 모두 이야기로부터의 예상된 분리가 존재한다.

디제시스는 내러티브 허구에서 다층적이다. 제라르 주네트는 세 가지 "디제틱 수준"을 구별한다:
- 외적 디제틱 수준 (내러티브가 이야기되는 수준)은 프린스에 따르면 "어떤 디제시스 외부(일부가 아님)"이다.[3] 이것은 우리가 일반적으로 내레이터의 수준으로 이해하는 것, 즉 이야기되는 스토리의 일부가 아닌 내레이터가 존재하는 수준으로 생각할 수 있다. (이종디제틱 내레이션과 대조.[4])
- 디제틱 수준 또는 내부 디제틱 수준은 등장인물, 그들의 생각과 행동의 수준으로 이해된다. 셜록 홈즈 이야기의 존 왓슨은 이야기 속에서 내레이션을 하기 때문에 디제틱 내레이터이다. (동종디제틱 내레이션과 비교.[5])
- 메타디제틱 수준 또는 하이포디제틱 수준은 다른 디제시스에 포함된 디제시스의 부분으로, 디제틱 내레이터가 직접 이야기를 할 때와 같이 종종 극중극으로 이해된다.

극적인 텍스트에서 시인은 직접 말하지 않는다. 서사적인 텍스트에서 시인은 자기 자신으로 말한다.

### 영화
영화 제작에서 이 용어는 화면에 직접적으로 묘사되는 이야기를 가리키는 데 사용되며, 해당 이야기가 말하고자 하는 (일반적으로 훨씬 긴) 실시간 사건과 대조된다. (이는 "일주일 후"라는 간주를 보는 것과 단순히 일주일 기다리는 것의 차이이다.) 디제시스는 주요 또는 기본 서사 내의 등장인물, 사건, 사물과 같은 요소와 관련될 수 있다. 그러나 작가는 이야기 속의 이야기와 같이 기본 서사를 위한 것이 아닌 요소를 포함할 수도 있다. 등장인물과 사건은 다른 곳이나 역사적 맥락에서 언급될 수 있으며, 따라서 주요 스토리 밖에 있다. 따라서 외적 디제틱 상황에서 제시된다.
디제틱 모드와 미메틱 모드 사이의 고전적인 구분은 에포스(서사시)와 드라마의 차이와 관련이 있다. "에포스"는 내레이션을 통해 이야기를 말하는 반면, 드라마는 직접적인 구현(보여주기)을 통해 이야기를 연기한다. 고전적인 시학의 관점에서 영화는 극적인 요소를 사용하는 서사적 형태이다. 이것은 카메라와 편집 기술에 의해 결정된다. 공간적, 시간적으로 연속적인 장면(마치 연극 상황을 모방하는 것처럼)에서도 카메라는 우리가 어디를 봐야 할지, 어디를 보지 말아야 할지를 선택한다. 비슷한 방식으로, 편집은 우리가 방의 다른 곳이든, 도시 반대편이든, 한 장소(및 시간)에서 다른 장소로 점프하게 한다. 이 점프는 내레이션의 한 형태이다. 마치 내레이터가 우리에게 "한편, 숲 반대편에서는"이라고 속삭이는 것과 같다. 이러한 이유로 영화의 "이야기 세계"는 "디제틱"이라고 불린다. 영화의 서사 세계에 속하는 요소는 디제틱 요소이다. 이것이 우리가 영화에서 영화의 디제틱 세계를 언급하는 이유이다.
영화에서 "디제틱"은 일반적으로 등장인물 자신이 경험하고 마주치는 이야기로 인해 생성된 내부 세계를 지칭한다. 즉, 화면에 실제로 표시되는 부분과 표시되지 않는 부분(현재 행동으로 이어진 사건, 언급되는 사람들, 다른 곳이나 다른 시간에 일어났을 것으로 추정되는 사건 등)을 모두 포함하는 서사적 "공간"을 의미한다. "스타워즈"의 도입부에서 이제는 고전이 된 "옛날 옛적에, 아주 먼 은하계에서..."와 같은 것이 그 예이다.
따라서 영화의 요소는 "디제틱"이거나 "비디제틱"일 수 있다. 이 용어는 영화의 소리와 관련하여 가장 일반적으로 사용된다. 영화의 대부분의 사운드트랙 음악은 비디제틱이다. 즉, 관객에게는 들리지만 등장인물에게는 들리지 않는다. 일부 영화는 이 관습을 뒤집는다. 예를 들어, 베이비 드라이버는 등장인물이 음악 기기에서 재생하는 디제틱 음악을 사용하여 영화의 많은 액션 장면을 설정한다. 이 용어는 다른 요소에도 적용될 수 있다. 예를 들어, 영화의 세계에서 일어나지 않거나, 등장인물이 보거나 상상하거나 생각하지 않는 것을 묘사하는 삽입 장면은 비디제틱 삽입이다. 제목, 자막, 보이스오버 내레이션(일부 예외 제외)도 비디제틱이다.

### 비디오 게임
비디오 게임에서 "디제시스"는 내러티브 게임 세계, 그 등장인물, 사물 및 행동을 포함하며, 이는 내러티브의 일부이면서 제4의 벽을 깨지 않는다는 점에서 "내적 디제틱"으로 분류될 수 있다. 게임 세계 자체의 일부가 아닌 상태 아이콘, 메뉴 바 및 기타 UI는 "외적 디제틱"으로 간주될 수 있다. 게임 캐릭터는 그것들을 알지 못하지만 플레이어에게는 중요한 정보를 제공할 수 있다. 비디오 게임에서 디제틱 인터페이스의 주목할 만한 예는 데드 스페이스 시리즈의 것이다. 여기서 플레이어 캐릭터는 게임의 렌더링 엔진 내에서 캐릭터에게 홀로그램 이미지를 투사하는 고급 생존 슈트를 장착하고 있으며, 이는 무기 선택, 인벤토리 관리 및 취할 수 있는 특수 작업을 플레이어에게 보여주는 게임의 사용자 인터페이스 역할도 한다.

## 같이 보기
- 미메시스
- 극적 아이러니